# Lody van de Kamp
Lody Benno van de Kamp (Enschede, 29 september 1948) is een Nederlandse orthodox-joodse rabbijn, schrijver en zakenman. Hij is lid van het CDA. Hij zat voor deze partij twaalf jaar lang in de lokale Amsterdamse politiek.

## Biografie
Lody van de Kamp is afkomstig uit een orthodox-joods gezin. Zijn vader bracht twee jaar door in het concentratiekamp Auschwitz en zijn moeder overleefde de oorlog als onderduikster.
Hij volgde een theologische opleiding aan de Talmoed-hogeschool in Montreux (Zwitserland) en vervolgens in Londen, waar hij ook de opleiding volgde tot joods ritueel slachter (sjocheet). Van 1973 tot 1978 verrichtte hij rituele slachtingen (sjechita geheten) in Amsterdam.
Na in 1978 zijn studie in Londen te hebben afgerond, was hij er enige tijd als rabbijn werkzaam. Sinds 1981 woont hij in Nederland, waar hij rabbijn was bij diverse orthodoxe Joodse gemeenten. Hij werd voor de NIG in Den Haag gestationeerd. In 1987 verruilde hij deze standplaats voor die van Amsterdam, gevolgd door die van Rotterdam, waar hij van 1994 tot 1996 functioneerde.

### Politiek
In 1996 werd Van de Kamp door Ernst Hirsch Ballin uitgenodigd actief te worden voor het CDA. In 1998 kwam hij voor deze politieke partij in de deelgemeenteraad van het Amsterdamse stadsdeel Zuideramstel terecht, een tijdlang als fractievoorzitter en vanwege de teleurstellende uitslag van de gemeenteraadsverkiezingen van 2010 sindsdien tot 2014 als duoraadslid in het nieuwe stadsdeel Amsterdam-Zuid. Eveneens werd hij adviseur van het CDA in Amsterdam. Zijn keuze voor deze confessionele partij was ingegeven door de Bijbelse grondslag van het CDA, waardoor deze door het Woord van God als uitgangspunt te nemen zich op de juiste weg zou bevinden. 
Na de totstandkoming van het gedoogakkoord met de PVV in het Kabinet-Rutte I nam hij meer afstand van de politiek. Nadat Sybrand Buma als partijleider de partijkoers meer verlegde in de richting van de "joods-christelijke samenleving", om daarbij de afstand tot moslims en vluchtelingen te vergroten, zegde hij in 2017 zijn lidmaatschap van het CDA op. Op 1 september 2023 keerde hij terug bij het CDA en werd lijstduwer voor de Tweede Kamerverkiezingen van 22 november 2023.

## Andere werkzaamheden
Van de Kamp was tot aan zijn pensionering verbonden aan de religieus-joodse school het Cheider te Amsterdam, en zit hij in het curatorium van het Joods Studiecentrum te Leiden. In 1996 werd hij directeur van de reisorganisatie Jehoeda Services. Hij is actief voor de joods-islamitische vriendschapsvereniging Salaam-Shalom.
Hij heeft een aantal romans geschreven, waarin de Holocaust centraal staat. Hij heeft een maandelijkse column in het Nederlands Dagblad en publiceert hij in diverse media (Reformatorisch Dagblad en Friesch Dagblad) over politieke, maatschappelijke en godsdienstige kwesties, vooral over jodendom en christendom. Hij maakt ook deel uit van Theologisch Elftal van het Dagblad Trouw waarin hij een mening geeft over de diverse kwesties die de redactie aanreikt. 
Van de Kamp heeft zich kritisch uitgelaten over het beeld van Erasmus als een van de grondleggers van de moderne, verlichte samenleving. Hij wees erop dat Erasmus ondanks zijn hervormende ideeën een grote afkeer van Joden tentoonspreidde.

## Zionisme/Israël
In zijn column "Zionisme" in het Nederlands Dagblad toonde Van de Kamp zich teleurgesteld c.q. kritisch over zowel het moderne zionisme als de staat Israël. Aanleiding was de Jeruzalem-mars in 2021, waarbij religieuze zionisten zwaaiend met Israëlische vlaggen "Dood aan de Arabieren" riepen - vlak bij de Klaagmuur. Wat hem betreft een ontheiliging van de Naam van God. Als orthodoxe jood ziet hij de Eeuwige, het Heilige Land en het Joodse volk als bij elkaar horend. De moderne zionisten hebben het echter "ingewikkeld" gemaakt "door hun goddeloze plan om de Joden, los van een Messiaans plan, naar een op te richten Israël terug te brengen". Later zijn ook "religieuze zionisten" hieraan mee gaan doen. "Israël is niet de staat geworden die nog een relatie lijkt te willen hebben met de boodschap van de profeten."
Er bestaat geen jodendom zonder God. Er bestaat geen zionisme zonder het woord van de Thora . Er bestaat geen Israël ontkoppeld van een Messias en van het Bijbelse verlangen naar zijn komst.

## Werk
- 1994: Het was maar kort: over de Joodse Gemeenten in Nederland, ISBN 90-239-0743-4
- 1994: Als de mezoeze maar goed zit...: een briefwisseling tussen rabbijn Lody B. van de Kamp en Dick Houwaart, samen met Dick Houwaart, ISBN 90-242-8381-7
- 2006: Blijf daar, kom niet, ISBN 978-90-239-9183-0 (roman)
- 2008: Oorlogstranen, ISBN 978-90-239-9266-0 (roman)
- 2010: Alleen, ISBN 978-90-239-9321-6 (roman)
- 2012: Dagboek van een verdoofd rabbijn. Persoonlijke notities bij een politieke aardverschuiving, ISBN 9789023920434 (dagboek)
- 2013: Joden en christenen, ISBN 9789063536664, samen met christelijk theoloog Willem Ouweneel
- 2014: De Joodse slaaf, ISBN 9789023994626 (roman)
- 2017: Sara, het meisje dat op transport ging, Zoetermeer : Uitgeverij Mozaïek, [2017], ISBN 978-90-239-9686-6 (roman)
- 2019: Over Muren Heen Een persoonlijke briefwisseling met Oumaima Al Abdellaoui ISBN 978 90 239 5675 4
- 2022: De nacht die mijn leven voorgoed veranderde, Utrecht. (novelle, Christelijk Boekenweekgeschenk 2022)